# 1654
1654 (MDCLIV) byl rok, který dle gregoriánského kalendáře započal čtvrtkem. Tento rok měl 3 pátky třináctého a to v únoru, v březnu a v listopadu.

## Události
- Sestavena berní rula, první úplný soupis daňových povinností v Českém království.
- 18. ledna – v Perejaslavi se ukrajinští kozáci vedení Bohdanem Chmelnickým dohodli o spojení levobřežní Ukrajiny s Ruským carstvím.
- 3. června – V Remeši je v katedrále Notre-Dame je korunován Ludvík XIV. králem Francie a Navarry.
- 16. června – Po abdikaci švédské královny Kristýny na trůn nastupuje její bratranec Karel X. Gustav.
- Joan Blaeu vydal první atlas Skotska

### Probíhající události
- 1635–1659 – Francouzsko-španělská válka
- 1652–1654 – První anglo-nizozemská válka
- 1652–1689 – Rusko-čchingská válka

## Věda, umění
- 22. listopad – Francouzský matematik Blaise Pascal ve věku 31 let opouští pole vědy z náboženských důvodů

## Narození

#### Česko
- 18. února – Michael Zürn ml., český barokní sochař († 1698)
- 07. března – František Julián von Braida, český kanovník († 15. květen 1729)
- 17. března – Jiří Stanislav Hostinský, barokní básník a jezuitský misionář († 16. listopadu 1726)
- 09. dubna – Samuel Fritz, český cestovatel a misionář († 1725)
- 07. června – Arnošt Josef z Valdštejna, šlechtic († 28. června 1708)
- 30. listopadu – Dominik Ondřej z Kounic, šlechtic a císařský rada († 11. ledna 1705)
- 22. prosince – pokřtěn Václav Ferdinand Popel z Lobkowicz, šlechtic († 8. října 1697)

#### Svět
- 03. května – Jacques Abbadie, francouzský teolog († 25. září 1727)
- 04. května – Kchang-si, čínský císař († 20. prosince 1722)
- 13. května – Leopold Josef z Lambergu, rakouský šlechtic a diplomat († 28. června 1706)
- 18. května – Johann Ernst Glück, německý luterský teolog a duchovní († 5. května 1705)
- 01. července – Louis Joseph de Bourbon, vévoda z Vendôme, francouzský maršál († 11. červen 1712)
- 09. července – Reigen, japonský císař († 24. září 1732)
- 03. srpna – Karel I. Hesensko-Kasselský, německý lankrabě († 23. března 1730)
- 13. srpna – Pier Francesco Tosi, italský zpěvák-kastrát, hudební skladatel († 16. července 1732)
- 15. srpna – Constantin Brâncoveanu, valašský kníže († 15. srpna 1714)
- 30. listopadu – Dominik Ondřej Kounic, rakouský politik († 11. leden 1705)
- 04. prosince – Jan Baptista Colloredo, rakouský šlechtic a diplomat († 12. dubna 1729)
- 14. prosince – Danylo Apoštol, vojevůdce a hejtman záporožských kozáků († 28. ledna 1734)
- 20. prosince – Marie Anna Habsburská, dcera císaře Ferdinanda III. († 14. dubna 1689)
- 23. prosince – Jan van Kessel mladší, vlámský malíř († 1708)
- neznámé datum
  - Alexander Cunningham, skotský šachista († 1737)
  - Thomas Grey, 2. hrabě ze Stamfordu, anglický politik a šlechtic († 31. ledna 1720)
  - Eleanor Glanville, britská entomoložka († 1709)
  - Dubislav Gneomar von Natzmer, pruský polní maršál († 13. květen 1739)
  - Višvanátha Čakravartí Thákura, indický náboženský myslitel († 1754)

## Úmrtí

#### Česko
- 22. února – Zuzana Černínová z Harasova, šlechtična (* 25. září 1600)
- 19. srpna – Jom Tov Lipmann Heller, židovský učenec, vrchní pražský a moravský zemský rabín (* 1579)
- neznámé datum
  - Jiří Kezelius Bydžovský, český spisovatel, učitel a kronikář (* 14. dubna 1576)
  - Jan Theodor Sixt z Ottersdorfu, staroměstský měšťan, člen direktoria českých stavů (* asi 1569)

#### Svět
- 13. ledna – Jacques Lemercier, francouzský architekt (* 1585)
- 17. ledna – Paulus Potter, holandský malíř (* 1625)
- 17. února – Michael Lohr, německý skladatel (* 23. září 1591)
- 08. února – Jean-Louis Guez de Balzac, francouzský spisovatel (* 31. května 1597)
- 21. března – Jean-François de Gondi, pařížský biskup (* 1584)
- 03. dubna – Samuel Scheidt, německý skladatel (* v listopadu 1587)
- 31. května – Hippolyt Guarinoni, italský lékař, všestranný učenec (* 18. listopadu 1571)
- 10. června – Alessandro Algardi, italský sochař a architekt (* 31. července 1598)
- 27. června – Johann Valentin Andreae, německý spisovatel, matematik a teolog (* 17. srpna 1586)
- 09. července – Ferdinand IV. Habsburský, římský, český a uherský král (* 8. září 1633)
- 28. srpna – Axel Oxenstierna, švédský lord kancléř (* 16. června1583)
- 31. srpna – Ole Worm, dánský lékař (* 13. května1588)
- 07. září – Jom Tov Lipmann Heller, rabín a učenec (* 1579)
- 08. září – Petr Claver, jezuitský misionář (* 1580)
- 16. září – Francisco Correa de Arauxo, španělský hudební skladatel a varhaník (* 1584)
- 12. října – Carel Fabritius, dánský malíř (* 27. února 1622)
- 07. listopadu – Giovanni Battista Pieroni, italský architekt (* 5. března 1586)
- 10. listopadu – Filippo Vitali, italský kněz, zpěvák a hudební skladatel (* 1590)
- neznámé datum
  - Francisco Correa de Arauxo, andaluský varhaník a hudební skladatel (* 16. září 1584)

## Hlavy států
- České království – Ferdinand III.
- Svatá říše římská – Ferdinand III.
- Papež – Inocenc X.
- Anglické království – Oliver Cromwell
- Francouzské království – Ludvík XIV.
- Polské království – Jan II. Kazimír
- Uherské království – Ferdinand III.
- Skotské království – Oliver Cromwell
- Chorvatské království – Ferdinand III.
- Rakouské vévodství – Ferdinand III.
- Osmanská říše – Mehmed IV.
- Perská říše – Abbás II.